# Airas Nunes
Airas Nunes   (regne de Galícia, segle XIII - valor desconegut, segle XIII) o Ayras Nunez de Santiago va ser un clergue i trobador del segle xiii, nascut probablement a Galícia, més concretament a Santiago de Compostel·la.

## Vida i obra
Va estar al servei d'un bisbe i més tard, entre 1284 i 1289, va ser poeta en la cort de Sanç IV de Castella. Es conserven quinze composicions seves, de les quals hi ha set cantigas de amor, tres cantigas de amigo, quatre d'escarnio, dues balades i una pastorel·la. En les seves cantigues apareixen de vegades cites d'altres autors, com Don Denís, Alfons X de Castella, Xohán Zorro i Nuno Fernandes Torneol. Es pensa que va poder haver col·laborat en la composició de les Cantigas de Santa María, d'Alfons X el Savi.
Va conrear tots els gèneres de la lírica medieval. Des de la pastorel·la, plena de reminiscències populars, fins a la balada o dansa i les raons d'amor al gust provençal. Característiques de la seva poesia són la flexibilitat i l'harmonia, esveltesa i gràcia, que contribueixen al fet que encara avui es pugui llegir amb gust per l'espontani i fresc de la seva inspiració. La seva més coneguda i bella cantiga és sens dubte una supèrbia balada o dansa construïda segons els motlles de la cançó paral·lelística i calcada d'un tema ja tradicional: "Ballem nós já totes três, ai amigues...!" L'argument de la composició es relaciona amb els costums primitius de la vida pagesa, en què les mosses núbils ballaven davant els pretendents, a l'ombra de les avellanedes en les festes de l'aldea o en els cementiris de les esglésies en les romeries.
Se li atribueix el primer romanç en llengua gallega, que data del segle XIII.